# Beyt-e Gavvār
Beyt-e Gavvār (persiska: بیت گوّار, Beyt-e Kavār) är en ort i Iran.   Den ligger i provinsen Khuzestan, i den västra delen av landet, 600 km sydväst om huvudstaden Teheran. Beyt-e Gavvār ligger 12 meter över havet och antalet invånare är 213.
Terrängen runt Beyt-e Gavvār är mycket platt. Runt Beyt-e Gavvār är det ganska glesbefolkat, med 38 invånare per kvadratkilometer. Närmaste större samhälle är Sūsangerd, 16,8 km öster om Beyt-e Gavvār. Omgivningarna runt Beyt-e Gavvār är i huvudsak ett öppet busklandskap.